# Acacia frigescens
Acacia frigescens — вид квіткових рослин з родини бобових. Ареал: Австралія (Вікторія).

## Середовище
Він має обмежене поширення в субальпійських і гірських районах у східному регіоні Гіпсленд штату Вікторія від північного сходу Мельбурна до гори Купракамбра, де він зазвичай є частиною підліску у високих евкаліптових лісових угрупованнях, часто включаючи Eucalyptus regnans.

## Біоморфологічна характеристика
Цей кущ зазвичай досягає висоти від 3 до 15 метрів і має досить гладку кору та голі гілочки. Сіро-зелені шкірясті філодії мають вузькоеліптичну або зворотноланцетно-еліптичну форму завдовжки від 7 до 16 см і від 1,5 до 5 см ушир, і мають від трьох до п'яти головних поздовжніх жилок.